# 바사노로마노
바사노로마노(이탈리아어: Bassano Romano)는 이탈리아 라치오주 비테르보도에 위치한 코무네다.